# Selecció de futbol de Romania
La Selecció de futbol de Romania és l'equip representatiu del país en les competicions oficials. La seva organització està a càrrec de la "Federació Romanesa de Futbol", pertanyent a la UEFA.
Romania és un dels quatre països (al costat de Bèlgica, Brasil i França) a participar en les primeres tres Copes del Món. En 1994, liderats per Gheorghe Hagi, van aconseguir arribar fins als quarts de final del torneig disputat als Estats Units, després de derrotar a un dels favorits, Argentina per 3:2. No obstant això, la tanda de penals davant Suècia van impedir que els romanesos arribessin a estar entre els quatre millors del torneig.
En l'Eurocopa, la seva millor participació va ser en l'Eurocopa 2000, quan va arribar també fins a quarts de final.

## Participacions en la Copa del Món
Campions      Finalistes      Tercers      Quarts
| Historial a la Copa del Món | Historial a la Copa del Món | Historial a la Copa del Món | Historial a la Copa del Món | Historial a la Copa del Món | Historial a la Copa del Món | Historial a la Copa del Món | Historial a la Copa del Món | Historial a la Copa del Món |
| Edició                      | Ronda                       | Posició                     | PJ                          | PG                          | PE                          | PP                          | GF                          | GC                          |
| --------------------------- | --------------------------- | --------------------------- | --------------------------- | --------------------------- | --------------------------- | --------------------------- | --------------------------- | --------------------------- |
| 1930                        | Fase de grups               | 8s                          | 2                           | 1                           | 0                           | 1                           | 3                           | 5                           |
| 1934                        | Vuitens de final            | 12s                         | 1                           | 0                           | 0                           | 1                           | 1                           | 2                           |
| 1938                        | Vuitens de final            | 9s                          | 2                           | 0                           | 1                           | 1                           | 4                           | 5                           |
| 1950                        | No hi participà             | No hi participà             | No hi participà             | No hi participà             | No hi participà             | No hi participà             | No hi participà             | No hi participà             |
| 1954                        | No es classificà            | No es classificà            | No es classificà            | No es classificà            | No es classificà            | No es classificà            | No es classificà            | No es classificà            |
| 1958                        | No es classificà            | No es classificà            | No es classificà            | No es classificà            | No es classificà            | No es classificà            | No es classificà            | No es classificà            |
| 1962                        | Es retirà                   | Es retirà                   | Es retirà                   | Es retirà                   | Es retirà                   | Es retirà                   | Es retirà                   | Es retirà                   |
| 1966                        | No es classificà            | No es classificà            | No es classificà            | No es classificà            | No es classificà            | No es classificà            | No es classificà            | No es classificà            |
| 1970                        | Fase de grups               | 11s                         | 3                           | 1                           | 0                           | 2                           | 4                           | 5                           |
| 1974                        | No es classificà            | No es classificà            | No es classificà            | No es classificà            | No es classificà            | No es classificà            | No es classificà            | No es classificà            |
| 1978                        | No es classificà            | No es classificà            | No es classificà            | No es classificà            | No es classificà            | No es classificà            | No es classificà            | No es classificà            |
| 1982                        | No es classificà            | No es classificà            | No es classificà            | No es classificà            | No es classificà            | No es classificà            | No es classificà            | No es classificà            |
| 1986                        | No es classificà            | No es classificà            | No es classificà            | No es classificà            | No es classificà            | No es classificà            | No es classificà            | No es classificà            |
| 1990                        | Vuitens de final            | 12s                         | 4                           | 1                           | 2                           | 1                           | 4                           | 3                           |
| 1994                        | Quarts de final             | 6s                          | 5                           | 3                           | 1                           | 1                           | 10                          | 9                           |
| 1998                        | Vuitens de final            | 11s                         | 4                           | 2                           | 1                           | 1                           | 4                           | 3                           |
| 2002                        | No es classificà            | No es classificà            | No es classificà            | No es classificà            | No es classificà            | No es classificà            | No es classificà            | No es classificà            |
| 2006                        | No es classificà            | No es classificà            | No es classificà            | No es classificà            | No es classificà            | No es classificà            | No es classificà            | No es classificà            |
| 2010                        | No es classificà            | No es classificà            | No es classificà            | No es classificà            | No es classificà            | No es classificà            | No es classificà            | No es classificà            |
| 2014                        | No es classificà            | No es classificà            | No es classificà            | No es classificà            | No es classificà            | No es classificà            | No es classificà            | No es classificà            |
| 2018                        | No es classificà            | No es classificà            | No es classificà            | No es classificà            | No es classificà            | No es classificà            | No es classificà            | No es classificà            |
| 2022                        | No es classificà            | No es classificà            | No es classificà            | No es classificà            | No es classificà            | No es classificà            | No es classificà            | No es classificà            |
| 2026                        | Pendent                     | Pendent                     | Pendent                     | Pendent                     | Pendent                     | Pendent                     | Pendent                     | Pendent                     |
| 2030                        | Pendent                     | Pendent                     | Pendent                     | Pendent                     | Pendent                     | Pendent                     | Pendent                     | Pendent                     |
| 2034                        | Pendent                     | Pendent                     | Pendent                     | Pendent                     | Pendent                     | Pendent                     | Pendent                     | Pendent                     |
| Total                       | Quarts de final             | Quarts de final             | 21                          | 8                           | 5                           | 8                           | 30                          | 32                          |

## Participacions en l'Eurocopa
- Des de 1960 a 1980 - No es classificà
- 1984 - Primera fase
- 1988 - No es classificà
- 1992 - No es classificà
- 1996 - Primera fase
- 2000 - Quarts de final
- 2004 - No es classificà
- 2008 - Primera fase
- 2012 - No es classificà
- 2016 - Primera fase
- 2020 - No es classificà
- 2024 - Vuitens de final

## Jugadors
Els jugadors convocats pel Campionat d'Europa de futbol 2016
| Dorsal | Posició | Jugador            | Data de naixement/edat | Partits | Gols | Club               |
| ------ | ------- | ------------------ | ---------------------- | ------- | ---- | ------------------ |
| 1      | POR     | Costel Pantilimon  | 1 de febrer de 1987    | 22      | 0    | Watford            |
| 12     | POR     | Ciprian Tătărușanu | 9 de febrer de 1986    | 37      | 0    | Fiorentina         |
| 23     | POR     | Silviu Lung Jr.    | 4 de juny de 1989      | 3       | 0    | Astra Giurgiu      |
| 2      | DEF     | Alexandru Mățel    | 17 d'octubre de 1989   | 16      | 0    | Dinamo Zagreb      |
| 3      | DEF     | Răzvan Raț         | 26 de maig de 1981     | 112     | 2    | Rayo Vallecano     |
| 4      | DEF     | Cosmin Moți        | 3 de desembre de 1984  | 8       | 0    | Ludogorets Razgrad |
| 6      | DEF     | Vlad Chiricheș     | 14 de novembre de 1989 | 41      | 0    | Napoli (Capità)    |
| 15     | DEF     | Valerică Găman     | 25 de febrer de 1989   | 13      | 1    | Astra Giurgiu      |
| 16     | DEF     | Steliano Filip     | 15 de maig de 1994     | 4       | 0    | Dinamo București   |
| 21     | DEF     | Dragoș Grigore     | 7 de setembre de 1986  | 21      | 0    | Al-Sailiya         |
| 22     | DEF     | Cristian Săpunaru  | 5 d'abril de 1984      | 14      | 0    | Pandurii Târgu Jiu |
| 5      | MIG     | Ovidiu Hoban       | 27 de desembre de 1982 | 21      | 1    | Hapoel Be'er Sheva |
| 7      | MIG     | Alexandru Chipciu  | 18 de maig de 1989     | 22      | 3    | Steaua București   |
| 8      | MIG     | Mihai Pintilii     | 9 de novembre de 1984  | 32      | 1    | Steaua București   |
| 10     | MIG     | Nicolae Stanciu    | 7 de maig de 1993      | 6       | 4    | Steaua București   |
| 11     | MIG     | Gabriel Torje      | 22 de novembre de 1989 | 51      | 11   | Osmanlıspor        |
| 17     | MIG     | Lucian Sânmărtean  | 13 de març de 1980     | 20      | 0    | Al-Ittihad         |
| 18     | MIG     | Andrei Prepeliță   | 8 de desembre de 1985  | 10      | 0    | Ludogorets Razgrad |
| 20     | MIG     | Adrian Popa        | 24 de juliol de 1988   | 15      | 1    | Steaua București   |
| 9      | DAV     | Denis Alibec       | 5 de gener de 1991     | 5       | 1    | Astra Giurgiu      |
| 13     | DAV     | Claudiu Keșerü     | 2 de desembre de 1986  | 13      | 5    | Ludogorets Razgrad |
| 14     | DAV     | Florin Andone      | 11 d'abril de 1993     | 7       | 1    | Córdoba            |
| 19     | DAV     | Bogdan Stancu      | 28 de juny de 1987     | 41      | 10   | Gençlerbirliği     |

## Jugadors històrics
| - Ioan Andone - Alexandru Apolzan - Iuliu Baratky - Silviu Bindea - Iuliu Bodola - Ilie Balaci - Miodrag Belodedici - László Bölöni - Rodion Cămătaru - Cristian Chivu (*) - Liviu Ciobotariu - Cosmin Contra (*) - Ştefan Dobay - Nicolae Dobrin - Cornel Dinu | - Florea Dumitrache - Ion Dumitru - Ilie Dumitrescu - Emerich Dembrovschi - Ionel Ganea - Gheorghe Hagi - Adrian Ilie - Sabin Ilie - Anghel Iordănescu - Michael Klein - Viorel Moldovan - Marius Lăcătuş - Bogdan Lobonţ (*) - Mircea Lucescu | - Ioan Lupescu - Silviu Lung - Bazil Marian - Dorin Mateuţ - Dorinel Munteanu (*) - Adrian Mutu (*) - Marius Niculae (*) - Titus Ozon - Dan Petrescu - Gabriel Popescu - Gheorghe Popescu - Mirel Rădoi (*) - Iosif Petschovsky - Daniel Prodan | - Florin Prunea - Marcel Răducanu - Necula Răducanu - Florin Răducioiu - Mircea Rednic - Ioan Ovidiu Sabău - Tibor Selymes - Bogdan Stelea (*) - Costică Ştefănescu - Ovidiu Stinga - Alin Stoica (*) - Tudorel Stoica - Nicolae Ungureanu - Ion Vladoiu |

- (*) - encara en actiu